# Höfuðborgarsvæðið

Karte der Region mit den wichtigsten Städten

Höfuðborgarsvæðið (dt. wörtlich: der Hauptstadtbereich bzw. das Hauptstadtgebiet) ist eine der acht Regionen Islands, und auch eine der beiden NUTS-3-Regionen.
Das Hauptstadtgebiet befindet sich im Südwesten Islands. Es umfasst im Wesentlichen die Hauptstadt Reykjavík und ihre Vorstädte.
Die Gegend um Reykjavík ist für isländische Verhältnisse sehr dicht besiedelt und am 1. Januar 2025 zählte das Gebiet insgesamt 249.054 Einwohner, was 64 % der Bevölkerung des gesamten Landes entspricht. Höfuðborgarsvæðið umfasst eine Fläche von 1.046 km², daraus ergibt sich eine Einwohnerdichte von etwa 238 Einwohnern pro Quadratkilometer.
Der 1976 gegründete Zusammenarbeitsverband SSH (isl: Samtök Sveitarfélaga á Höfuðborgarsvæðinu (SSH), engl. Association of municipalities in the greater Reykjavík area) wird zwar als gemeinschaftliches Organ/Körperschaft (engl.: collective body) der Gemeinden bezeichnet; dennoch handelt es sich lediglich um eine lose Zusammenarbeit aus praktischen Erwägungen. Die Gemeinden bleiben weiterhin unabhängig und eigenständig.
Daher ist der Begriff „Region“ hier etwas irreführend. Höfuðborgarsvæðið ist nicht gesetzlich festgelegt und der Begriff hat in erster Linie eine Bedeutung für die Statistik. Wie die Übersetzung als „Hauptstadtbereich“ schon andeutet, handelt es sich eher um ein Gebiet, eine Zone mit begrenzter Zusammenarbeit auf gewissen Gebieten. Auf keinen Fall handelt es sich jedoch um eine Verwaltungsregion vom Typ, wie man ihn beispielsweise in Belgien vorfindet.
Laut Hauptversammlung vom November 2011 setzt sich der Verband SSH aus folgenden Mitgliedern zusammen: Hafnarfjörður, Garðabær, Álftanes, Kópavogur, Reykjavík, Seltjarnarnes, Mosfellsbær und Kjósarhreppur.
Die Gemeinden des Hauptstadtsgebietes haben ihre Zusammenarbeit in der zurückliegenden Zeit in einigen Bereichen immer mehr ausgebaut, z. B. bei der Abfallwirtschaft, den öffentlichen Verkehrsmitteln oder der Feuerwehr. Seit 2007 gibt es auch eine gemeinsame Polizei für alle Gemeinden des Gebietes.
Der Verwaltungsbüro (Skrifstofa) des SSH befindet sich in Kópavogur.

## Einteilung in Kreise und kreisfreie Gemeinden
Höfuðborgarsvæðið gliedert sich in fünf kreisfreie Gemeinden und einen Kreis.
| Gem.-Nr. | Kreisfreie Gemeinde     | Einwohner (1. Januar 2025) | Fläche [km²] | Verwaltungssitz |
| -------- | ----------------------- | -------------------------- | ------------ | --------------- |
| 0000     | Reykjavíkurborg         | 138.772                    | 277          | Reykjavík       |
| 1000     | Kópavogsbær             | 40.040                     | 80           | Kópavogur       |
| 1100     | Seltjarnarnesbær        | 4.585                      | 2            | Seltjarnarnes   |
| 1300     | Garðabær                | 20.116                     | 71           | Garðabær        |
| 1400     | Hafnarfjarðarkaupstaður | 31.525                     | 143          | Hafnarfjörður   |
| Gem.-Nr. | Kreis                   | Einwohner (1. Januar 2025) | Fläche [km²] | Verwaltungssitz |
| 1600     | Kjósarsýsla             | 14.016                     | 473          | Kópavogur       |

## Einteilung in Gemeinden
Höfuðborgarsvæðið gliedert sich in sieben Gemeinden.
| Gem.-Nr.             | Gemeinde                | Einwohner (1. Januar 2025) | Fläche [km²] | größere Orte       |
| -------------------- | ----------------------- | -------------------------- | ------------ | ------------------ |
| Kreisfreie Gemeinden |                         |                            |              |                    |
| 0000                 | Reykjavíkurborg         | 138.772                    | 277          | Reykjavík          |
| 1000                 | Kópavogsbær             | 40.040                     | 80           | Kópavogur          |
| 1100                 | Seltjarnarnesbær        | 4.585                      | 2            | Seltjarnarnes      |
| 1300                 | Garðabær                | 20.116                     | 71           | Garðabær, Álftanes |
| 1400                 | Hafnarfjarðarkaupstaður | 31.525                     | 143          | Hafnarfjörður      |
| Kjósarsýsla          |                         |                            |              |                    |
| 1604                 | Mosfellsbær             | 13.715                     | 189          | Mosfellsbær        |
| 1606                 | Kjósarhreppur           | 301                        | 284          |                    |

## Nachweise
1. ↑  hagstofa.is. Abgerufen am 16. November 2023.
2. ↑  Association of municipalities in the Capital area: Samtök Sveitarfélaga á Höfuðborgarsvæðinu (SSH) (Memento des Originals vom 7. Oktober 2021 im Internet Archive)  Info: Der Archivlink wurde automatisch eingesetzt und noch nicht geprüft. Bitte prüfe Original- und Archivlink gemäß Anleitung und entferne dann diesen Hinweis. (englisch).
3. ↑  Samþykkt Samtaka sveitarfélaga á höfuðborgarsvæðinu (isländisch; PDF; 57 kB).

Koordinaten: 64° 10′ N, 21° 38′ W